# 10-й роз'їзд
10-й роз'ї́зд (рос. 10-й разъезд) — селище у складі Маріїнського округу Кемеровської області, Росія.

## Населення
Населення — 10 осіб (2010; 11 у 2002).
Національний склад (станом на 2002 рік):
- росіяни — 91 %